# Claudia Jamsson
Claudia Jamsson (Budapest, 12 de octubre de 1980) es una actriz pornográfica y modelo retirada húngara.

## Biografía
Claudia Jamsson nació en Budapest, capital de Hungría, en octubre de 1980. No se sabe mucho acerca de su vida antes del año 1999, momento en que entra en la industria pornográfica a los 19 años de edad.
Fue lanzada al estrellato por el realizador francés de cine X Pierre Woodman, quien la conoció durante un desfile en el que trabajaba como modelo.
Desde su entrada, ha trabajado en producciones de estudios europeos y estadounidenses como Private, Hustler, New Sensations, Evil Angel, Red Light District, Colmax, Odyssey, Elegant Angel o Platinum X, entre otros.
Muchas de sus películas son de temática gonzo, sexo oral y anal. Ha trabajado con Nacho Vidal y Rocco Siffredi.
Se retiró de la industria en 2006, habiendo aparecido en un total de 83 películas entre producciones originales y compilaciones.
A modo de homenaje, la productora Private sacó ese mismo año un especial Private Life of... sobre ella.
Algunas películas de su filmografía fueron Fashion, Animal Trainer 5, Superfuckers, Blowjob Impossible, Hardcore Innocence 2, Hustler XXX, I'm Your Slut, Sex Thriller o Ultimate Asses 2.

## Premios y nominaciones
| Año  | Ceremonia   | Resultado | Premio                                        | Trabajo                |
| ---- | ----------- | --------- | --------------------------------------------- | ---------------------- |
| 2004 | Premios AVN | Nominada  | Mejor escena de sexo en producción extranjera | Buttman's Anal Divas 2 |